# Enicospilus rubens
Enicospilus rubens är en stekelart som först beskrevs av Tosquinet 1896.  Enicospilus rubens ingår i släktet Enicospilus och familjen brokparasitsteklar. Inga underarter finns listade i Catalogue of Life.